# Hank Porter
Hank Porter (1900-1951) est un dessinateur américain.

## Biographie
Hank Porter était membre du service artistique publicitaire de Disney de 1935 à 1950 et a réalisé les adaptations en bande dessinée de plusieurs longs métrages dont Blanche-Neige et les Sept Nains (1937) et Pinocchio.
Il est le premier à avoir été autorisé à signer à la place de Walt Disney sur des œuvres d'art.